# Janko Kirilov
Janko Kirilov (bulharskou cyrilicí Янко Кирилов) (* 10. března 1946, Sofie) je bývalý bulharský fotbalista, záložník. 

## Fotbalová kariéra
V bulharské lize hrál za Levski Sofia, CSKA Sofia a Černomorec Burgas. Získal tři mistrovské tituly a šest vítězství v bulharském fotbalovém poháru. V Poháru mistrů evropských zemí nastoupil ve 2 utkáních a v Poháru vítězů pohárů nastoupil v 11 utkáních a dal 2 góly. Za bulharskou reprezentaci nastoupil v letech 1967–1971 ve 4 utkáních a dal 1 gól. 

## Ligová bilance
| Ročník                                | Zápasy | Góly | Klub              |
| ------------------------------------- | ------ | ---- | ----------------- |
| 1. bulharská fotbalová liga 1960/1961 | 1      | 0    | Levski Sofia      |
| 1. bulharská fotbalová liga 1961/1962 | 7      | 0    | Levski Sofia      |
| 1. bulharská fotbalová liga 1962/1963 | 8      | 1    | Levski Sofia      |
| 1. bulharská fotbalová liga 1963/1964 | 2      | 0    | CSKA Sofia        |
| 1. bulharská fotbalová liga 1964/1965 | 19     | 6    | CSKA Sofia        |
| 1. bulharská fotbalová liga 1965/1966 | 12     | 6    | CSKA Sofia        |
| 1. bulharská fotbalová liga 1966/1967 | 2      | 0    | CSKA Sofia        |
| 1. bulharská fotbalová liga 1966/1967 | 19     | 7    | Levski Sofia      |
| 1. bulharská fotbalová liga 1967/1968 | 25     | 6    | Levski Sofia      |
| 1. bulharská fotbalová liga 1968/1969 | 28     | 5    | Levski Sofia      |
| 1. bulharská fotbalová liga 1969/1970 | 29     | 4    | Levski Sofia      |
| 1. bulharská fotbalová liga 1970/1971 | 20     | 7    | Levski Sofia      |
| 1. bulharská fotbalová liga 1971/1972 | 21     | 5    | Levski Sofia      |
| 1. bulharská fotbalová liga 1972/1973 | -      | -    | Černomorec Burgas |
| 2. bulharská fotbalová liga 1973/1974 | -      | -    | Černomorec Burgas |
| 2. bulharská fotbalová liga 1974/1975 | -      | -    | Černomorec Burgas |
| 1. bulharská fotbalová liga 1975/1976 | 1      | 0    | Levski Sofia      |
| 1. bulharská fotbalová liga 1976/1977 | 09     | 0    | Levski Sofia      |
| 1. bulharská fotbalová liga 1977/1978 | 1      | 0    | Levski Sofia      |
| CELKEM 1. bulharská fotbalová liga    | -      | -    |                   |